# Fernanda Romero
Fernanda Romero (Maria Fernanda Romero Martínez) é uma atriz mexicana, modelo e cantora. Ela é mais conhecida por seu papel de protagonista na telenovela mexicana Eternamente tuya e seu papel de coadjuvante no filme americano  The Eye.

## Biografia
Romero começou sua carreira como cantora, quando ela se juntou a gravadora BMG, Frizzby, que começou a turnê da América Central para promover seus dois Top 10 singles. Eles apresentaram-se para o Papa João Paulo II no famoso Estádio Azteca, na Cidade do México.
Quando Romero chegou a dezoito anos, ela foi em campanhas publicitárias para marcas como a Rock and Republic, Clean & Clear, Pepsi, Apple, e J. C. Penney. Ela também apareceu em revistas como GQ México, a OK Magazine Espanol, Reforma e ELLE México.
Romero começou sua carreira atuando como host da série de televisão da Univision, Control, logo em seguida por uma aparição na telenovela da Telemundo, La Ley del Silencio. Este levou a sua primeira oferta de filme, um papel no filme, Creature of Darkness, e vários mais pequenos papéis.
O papel de sucesso de Romero ocorreu no filme The Eye. Esta exposição para o público americano levou a mais filmes de Hollywood, incluindo The Burning Plain,  Drag Me to Hell e  Red Canvas.
Em 2009, Fernanda Romero voltou ao México para estrelar a novela Eternamente tuya.

## Questões de imigração
Em 2010, Romero foi presa sob a acusação de fraude de imigração, acusada de entrar em um casamento de fraude a fim de obter status legal de imigrante. Ela e seu marido, um músico, foram presos em suas casas separadas, e colocar em julgamento, onde ela foi acusada de pagar o seu noivo de US$ 5000 para o casamento. Ela não foi considerado culpada por um júri, mas, chegado a um acordo e declarou-se culpado de uma menor contagem, e foi ordenado para servir de 30 dias na prisão. Embora tal convicção é geralmente seguido por deportação, desde junho de 2012, o United States Immigration and Naturalization Service não tinha tomado nenhuma ação para deportar Romero.

## Filmografia selecionada
Filme
- El alma herida (2003) - Clarita
- La ley del silencio (2005) - Virginia
- Pit Fighter (2005) - (não creditada) Conchita
- She Builds Quick Machines (Velvet Revolver music video) (2007) - Libertad
- Eternamente tuya (2009) - Antonia
- The Eye (2008) - Ana Cristina Martínez/Ling
- Drag Me to Hell (2009)
- Ready or Not (2009)
- Silver Case (2011) - Lola ....dirigido por Christian Filippella
- Geezers! (film) (2012) Tiffany
- Ghost Team One (2013) - Fernanda ....filme independente
- Line of Duty (2013) - Gina
- Caveman (2014) - Alicia
- "400 Days" (2015) - Zia
- Is That a Gun in Your Pocket? (2016) - Connie

TV
- County - recorrente NBC
- RPM Miami - Série Regular	MunDos
- Eternamente Tuya - Série Regular TV Azteca
- Todd's Coma - Participação Especial TBS
- La Ley del Silencio - Participação Especial	Telemundo
- Entourage - Participação Especial	HBO
- Summer Friends -	Série Regular	Sony
- Wounded Soul - Série Regular	Televisa

Vídeo de Música
- Frankie J-And I Had You There - Garota principal

## Ligações Externas
- Site Oficial
- Fernanda Romero. no IMDb.